# Marathon masculin aux Jeux olympiques d'été de 1988
Navigation
Los Angeles 1984 Barcelone 1992
L'épreuve du marathon masculin aux Jeux olympiques de 1988 s'est déroulée le 2 octobre 1988 dans les rues de Séoul, en Corée du Sud, avec un départ et une arrivée au Stade olympique. Elle est remportée par l'Italien Gelindo Bordin dans le temps de 2 h 10 min 32 s.

## Résultats
| Rang               | Athlète                       | Pays                        | Temps           |
| ------------------ | ----------------------------- | --------------------------- | --------------- |
| Médaille d'or      | Gelindo Bordin                | Italie                      | 2 h 10 min 32 s |
| Médaille d'argent  | Douglas Wakiihuri             | Kenya                       | 2 h 10 min 47 s |
| Médaille de bronze | Hussein Ahmed Salah           | Djibouti                    | 2 h 10 min 59 s |
| 4                  | Takeyuki Nakayama             | Japon                       | 2 h 11 min 05 s |
| 5                  | Steve Moneghetti              | Australie                   | 2 h 11 min 49 s |
| 6                  | Charlie Spedding              | Royaume-Uni                 | 2 h 12 min 19 s |
| 7                  | Juma Ikangaa                  | Tanzanie                    | 2 h 13 min 06 s |
| 8                  | Robert de Castella            | Australie                   | 2 h 13 min 07 s |
| 9                  | Toshihiko Seko                | Japon                       | 2 h 13 min 41 s |
| 10                 | Ravil Kashapov                | Union soviétique            | 2 h 13 min 49 s |
| 11                 | Jesús Herrera                 | Mexique                     | 2 h 13 min 58 s |
| 12                 | John Campbell                 | Nouvelle-Zélande            | 2 h 14 min 08 s |
| 13                 | Gerard Nijboer                | Pays-Bas                    | 2 h 14 min 40 s |
| 14                 | Pete Pfitzinger               | États-Unis                  | 2 h 14 min 44 s |
| 15                 | Marti ten Kate                | Pays-Bas                    | 2 h 14 min 53 s |
| 16                 | Orlando Pizzolato             | Italie                      | 2 h 15 min 20 s |
| 17                 | Hisatoshi Shintaku            | Japon                       | 2 h 15 min 42 s |
| 18                 | Kim Won-Tak                   | Corée du Sud                | 2 h 15 min 44 s |
| 19                 | Gianni Poli                   | Italie                      | 2 h 16 min 07 s |
| 20                 | Dieudonné LaMothe             | Haïti                       | 2 h 16 min 15 s |
| 21                 | Dave Long                     | Royaume-Uni                 | 2 h 16 min 18 s |
| 22                 | Henrik Jorgensen              | Danemark                    | 2 h 16 min 40 s |
| 23                 | Ralf Salzmann                 | Allemagne de l'Ouest        | 2 h 16 min 54 s |
| 24                 | Dick Hooper                   | Irlande                     | 2 h 17 min 16 s |
| 25                 | Miroslav Vindiš               | Yougoslavie                 | 2 h 17 min 47 s |
| 26                 | Cai Shangyan                  | Chine                       | 2 h 17 min 54 s |
| 27                 | Joaquim Silva                 | Portugal                    | 2 h 18 min 05 s |
| 28                 | Art Boileau                   | Canada                      | 2 h 18 min 20 s |
| 29                 | Ed Eyestone                   | États-Unis                  | 2 h 19 min 09 s |
| 30                 | Noureddine Sobhi              | Maroc                       | 2 h 19 min 56 s |
| 31                 | Yoo Jae-Sung                  | Corée du Sud                | 2 h 20 min 11 s |
| 32                 | Mehmet Terzi                  | Turquie                     | 2 h 20 min 12 s |
| 33                 | Kevin Forster                 | Royaume-Uni                 | 2 h 20 min 45 s |
| 34                 | Bigboy Josie Matlapeng        | Botswana                    | 2 h 20 min 51 s |
| 35                 | Allaoua Khellil               | Algérie                     | 2 h 21 min 12 s |
| 36                 | Justin Gloden                 | Luxembourg                  | 2 h 22 min 14 s |
| 37                 | Alexandre Gonzalez            | France                      | 2 h 22 min 24 s |
| 38                 | Zhang Guowei                  | Chine                       | 2 h 22 min 49 s |
| 39                 | Pedro Ortiz                   | Colombie                    | 2 h 23 min 34 s |
| 40                 | Ronald Lanzoni                | Costa Rica                  | 2 h 23 min 45 s |
| 41                 | Bradley Camp                  | Australie                   | 2 h 23 min 49 s |
| 42                 | Adolphe Ambowode              | République centrafricaine   | 2 h 23 min 52 s |
| 43                 | John Burra                    | Tanzanie                    | 2 h 24 min 17 s |
| 44                 | Samuel Hlawe                  | Swaziland                   | 2 h 24 min 42 s |
| 45                 | Juan Amores                   | Costa Rica                  | 2 h 24 min 49 s |
| 46                 | Peter Maher                   | Canada                      | 2 h 24 min 49 s |
| 47                 | Abdou Monzo                   | Niger                       | 2 h 25 min 05 s |
| 48                 | Diamantino dos Santos         | Brésil                      | 2 h 25 min 13 s |
| 49                 | Omar Moussa                   | Djibouti                    | 2 h 25 min 25 s |
| 50                 | Carlos Retiz                  | Mexique                     | 2 h 25 min 34 s |
| 51                 | Gary Fanelli                  | Samoa américaines           | 2 h 25 min 35 s |
| 52                 | John Woods                    | Irlande                     | 2 h 25 min 38 s |
| 53                 | Gideon Mthembu                | Swaziland                   | 2 h 25 min 56 s |
| 54                 | Baikuntha Manandhar           | Népal                       | 2 h 25 min 57 s |
| 55                 | Karel David                   | Tchécoslovaquie             | 2 h 26 min 12 s |
| 56                 | Ivo Rodrigues                 | Brésil                      | 2 h 26 min 27 s |
| 57                 | Martín Mondragón              | Mexique                     | 2 h 27 min 10 s |
| 58                 | Thomas Dlamini                | Swaziland                   | 2 h 28 min 06 s |
| 59                 | Inni Aboubacar                | Niger                       | 2 h 28 min 15 s |
| 60                 | Yohanna Waziri                | Nigeria                     | 2 h 29 min 14 s |
| 61                 | Nqheku Nteso                  | Lesotho                     | 2 h 29 min 44 s |
| 62                 | Benjamin Longiross            | Ouganda                     | 2 h 30 min 29 s |
| 63                 | Vincent Ruguga                | Ouganda                     | 2 h 31 min 04 s |
| 64                 | Alfonso Abellán               | Espagne                     | 2 h 31 min 10 s |
| 65                 | Vithanakande Lek Samarasinghe | Sri Lanka                   | 2 h 31 min 29 s |
| 66                 | Teeka Bogate                  | Népal                       | 2 h 31 min 49 s |
| 67                 | Dave Edge                     | Canada                      | 2 h 32 min 19 s |
| 68                 | Luis López                    | Costa Rica                  | 2 h 32 min 43 s |
| 69                 | Juan Camacho                  | Bolivie                     | 2 h 34 min 41 s |
| 70                 | Abbas Mohammed                | Nigeria                     | 2 h 35 min 26 s |
| 71                 | Ahmet Altun                   | Turquie                     | 2 h 37 min 44 s |
| 72                 | James Gombedza                | Zimbabwe                    | 2 h 38 min 13 s |
| 73                 | Kamana Koji                   | Zaïre                       | 2 h 38 min 34 s |
| 74                 | João Carvalho (en)            | Angola                      | 2 h 40 min 45 s |
| 75                 | Aaron Dupnai                  | Papouasie-Nouvelle-Guinée   | 2 h 41 min 47 s |
| 76                 | Bineshwar Prasad              | Fidji                       | 2 h 41 min 50 s |
| 77                 | Calvin Dallas                 | Îles Vierges des États-Unis | 2 h 42 min 19 s |
| 78                 | Telesphore Dusabe             | Rwanda                      | 2 h 42 min 52 s |
| 79                 | Eugene Muslar                 | Belize                      | 2 h 43 min 29 s |
| 80                 | Hassane Karinou               | Niger                       | 2 h 43 min 51 s |
| 81                 | Wallace Williams              | Îles Vierges des États-Unis | 2 h 44 min 40 s |
| 82                 | Mohala Mohloli                | Lesotho                     | 2 h 44 min 44 s |
| 83                 | Awadh Shaban Al-Sameer        | Oman                        | 2 h 46 min 59 s |
| 84                 | Derick Adamson                | Jamaïque                    | 2 h 47 min 57 s |
| 85                 | Krisnaba Hadur Basnyat        | Népal                       | 2 h 47 min 57 s |
| 86                 | Fred Schumann                 | Guam                        | 2 h 49 min 52 s |
| 87                 | John Mwathiwa                 | Malawi                      | 2 h 51 min 43 s |
| 88                 | Marlon Williams               | Îles Vierges des États-Unis | 2 h 52 min 06 s |
| 89                 | Kaleka Mutoke                 | Zaïre                       | 2 h 55 min 21 s |
| 90                 | James Walker                  | Guam                        | 2 h 56 min 32 s |
| 91                 | Mohiddin Mohamed Kulmiye      | Somalie                     | 2 h 58 min 10 s |
| 92                 | Fred Ogwang                   | Ouganda                     | 2 h 59 min 35 s |
| 93                 | Naser Babapur                 | Iran                        | 3 h 00 min 20 s |
| 94                 | Ricardo Taitano               | Guam                        | 3 h 03 min 19 s |
| 95                 | Suma Keita                    | Sierra Leone                | 3 h 04 min 00 s |
| 96                 | Alassane Bah                  | Guinée                      | 3 h 06 min 27 s |
| 97                 | Thuyet Nguyen Van             | Viêt Nam                    | 3 h 10 min 57 s |
| 98                 | Polin Belisle                 | Belize                      | 3 h 14 min 02 s |
| –                  | Ahmed Mohamed Ismail          | Somalie                     | DNF             |
| –                  | Bruno Lafranchi               | Suisse                      | DNF             |
| –                  | Ibrahim Hussein               | Kenya                       | DNF             |
| –                  | Alain Lazare                  | France                      | DNF             |
| –                  | John Treacy                   | Irlande                     | DNF             |
| –                  | Dirk Vanderherten             | Belgique                    | DNF             |
| –                  | Domingo Aguilar               | Chili                       | DNF             |
| –                  | Honorato Hernández            | Espagne                     | DNF             |
| –                  | Jörg Peter                    | Allemagne de l'Est          | DNF             |
| –                  | Joseph Kipsang                | Kenya                       | DNF             |
| –                  | Kwon Seong-Lak                | Corée du Sud                | DNF             |
| –                  | El Mostafa Nechchadi          | Maroc                       | DNF             |
| –                  | George Mambosasa              | Malawi                      | DNF             |
| –                  | Abdul Hadi Abdul Latheef      | Maldives                    | DNF             |
| –                  | Hussein Haleem                | Maldives                    | DNF             |
| –                  | Geir Kvernmo                  | Norvège                     | DNF             |
| –                  | Paulo Catarino                | Portugal                    | DNF             |
| –                  | John Maeke                    | Îles Salomon                | DNF             |
| –                  | Martin Vrabel                 | Tchécoslovaquie             | DNF             |
| –                  | Mark Conover                  | États-Unis                  | DNF             |

## Légende
Records et Performances
- AR : Record continental (area record)
- CR : Record des championnats (championship record)
- MR : Record du meeting (meet record)
- NR : Record national (national record)
- OR : Record olympique (olympic record)
- PR : Record paralympique (paralympic record)
- PB : Record personnel (personal best)
- SB : Meilleure performance personnelle de la saison (season's best)
- WL : Meilleure performance mondiale de l'année (world leader)
- WJR : Record du monde junior (world junior record)
- WR : Record du monde (world record)

Circonstances et Conditions
- DNF : N'a pas terminé (did not finish)
- DNS : N'a pas pris le départ (did not start)
- DQ : Disqualification (disqualification)
- NM : Aucun essai valable enregistré (No Mark)
- Q : Qualifié « directement » au prochain tour (ou à la prochaine compétition), lors d'une compétition majeure, grâce au classement ou à la réalisation des minima (automatic qualifier)
- q : Qualifié au prochain tour (ou à la prochaine compétition), lors d'une compétition majeure, grâce au repêchage ou à la réalisation de l'une des meilleures performances parmi celles des « non qualifiés directement » (grâce au meilleur temps ou à la meilleure distance par exemple) (secondary qualifier)